# Sebastião Nunes
Sebastião Nunes (Bocaiuva, 5 de dezembro de 1938) é um escritor, editor, artista gráfico e poeta brasileiro.

## História
Escritor e artista gráfico, Sebastião Nunes publicou 19 livros de poesia e prosa para adultos. Decidiu ser escritor aos 15 anos e desde então essa foi a sua atividade principal. Em 1980, fundou a Edições Dubolso, com o objetivo principal de editar seus livros e de outros escritores, chegando a um total de mais ou menos 50 autores, em livros individuais ou antologias, numa época em que não existiam os sistemas de produção sob demanda e de baixas tiragens. O nome Dubolso explica-se pelo fato de que ele fazia toda a programação e o acompanhamento gráfico de graça, ficando por conta de cada autor pagar a gráfica e cuidar da distribuição. Em 2018, às vésperas de completar 80 anos, completa também 50 anos de atuação marcante nas artes e na cultura brasileiras. Em 1996, por exemplo, publicou o Pseudo-Mais!, um jornal que imitava, de forma crítica, o então suplemento de Cultura do jornal Folha de S. Paulo.Em 1998, lançou o Decálogo da Classe Média, enviado dentro de um caixãozinho de defunto para 120 escritores e intelectuais de todo o país. Em 2013, recusou convite para participar do Festival Literário Internacional de Parati (FLIP), por ele considerado “uma festa midiática de classe média”, exatamente a classe contra a qual brigou a vida inteira.
Como Sebastião Nuvens, começou a publicar textos para o público infanto-juvenil em 1996, inspirado pelas filhas Teresa e Alice, então com 10 e 5 anos. Em 2000 fundou, com um grupo de autores, ilustradores e amigos, a Editora Dubolsinho. Depois veio a Aaatchim Editorial!, nascida em 2012, com os mesmos objetivos da irmã mais velha: lançar livros bons e bonitos para crianças e jovens. Em 2014, relançou a antiga Edições Dubolso no formato digital, a Dubolso Digital. Antes disso, em 2013, surgiu o Instituto Cultural Dubolsinho que, em virtude da trágica degeneração cultural do país a partir de 2016, foi desativado no início de 2019, juntamente com a Dubolso Digital.
Sebastião Nunes foi durante mais de 13 anos (de 2001 a 2015) colunista dominical do jornal "O Tempo", de Belo Horizonte, e de 2015 até o final de 2022 escreveu, também aos domingos, no portal GGN, de Lourdes e Luis Nassif. Essas crônicas renderam três livros. As de "O Tempo" resultaram em “Adão e Eva no paraíso amazônico” (Dubolsinho, 2009); as do GGN em dois outros livros: “Começa a envelhecer a mulher mais bela do mundo” (Dubolsinho, 2017), e “Ou o Brasil acaba com Bolsonaro ou Bolsonaro acaba com o Brasil”, lançado pela Dubolso em 2022, numa edição provocativa de apenas 50 exemplares. 
Atualmente se dedica apenas a vender livros pela Estante Virtual e a organizar um site com boa parte de sua poesia experimental e trechos comentados dos livros de prosa, além de material impresso sobre sua obra, numa parte que achou mais adequado chamar de “Miséria crítica”. A conclusão do site está prevista para o final de 2024, sendo acessível em sua totalidade apenas pela internet. 
Em julho de 2023 tomou posse na cadeira 32 da ALVA, Academia de Letras do Vale do Jequitinhonha, tendo como patrono o poeta Adão Ventura. 

## Livros

### Poesia
- Última Carta da América. Belo Horizonte: Edição do autor, 1968.
- A Cidade de Deus. Belo Horizonte: Edição do autor, 1970.
- Finis Operis. Rio de Janeiro: Edição do autor, 1973.
- Zovos. Rio de Janeiro: Edição do autor, 1977.
- O Suicídio do Ator. Rio de Janeiro: Edição do autor, 1978.
- Serenata em B Menor. Sereno de Cataguases: Edição do autor, 1979.
- A Velhice do Poeta Marginal. Sereno de Cataguases: Edição do autor, 1983.
- Papéis Higiênicos. Sabará: Edições Dubolso, 1985.
- Antologia Mamaluca 1 & Poesia Inédita (Poesias). Sabará: Edições Dubolso, 1988.[3]
- Antologia Mamaluca 2 & Poesia Inédita (Aurea Mediocritas). Sabará: Edições Dubolso, 1989.

### Ficção experimental
- Somos Todos Assassinos. Sereno de Cataguases: Dubolso, 1980. 2ª edição, idem, 1981. 3ª edição, Sabará: Dubolso/Mazza, 1995. 1ª edição comercial: São Paulo: Altana, 2000.
- História do Brasil. Sabará: Dubolso/Mazza, 1992. 1ª edição comercial: São Paulo: Altana, 2000.
- Decálogo da Classe Média, Sabará: Edições Dubolso, 1998.
- O Inventor do Xadrez – ou de como industrioso industrial ficou podre de rico fabricando jogos e trambiques. Sabará: Dubolsinho, 2000.
- Elogio da punheta & O mistério da pós-doutora (ficção). Rio de Janeiro: Lamparina, 2004.
- João (infanto-juvenil). Sabará: Dubolsinho, 2007.
- Adão e Eva no Paraíso Amazônico. Sabará: Dubolsinho, 2009.
- Começa a envelhecer a mulher mais bela do mundo. Sabará: Dubolsinho, 2017.

### Ensaio
- Sacanagem Pura, Sabará: Dubolso/Mazza, 1995 (publicação dupla, com a 3ª edição de Somos Todos Assassinos)
- Para que serve a escrita? A + B + C: 0. In: Maria Inês de Almeida (org.) São Paulo: EDUC/Editora da USP, 1997. p. 15-26
- Aventuras e desventuras de um escritor metido a escritor. In: Jonathan Busato, Laura Moreira e Milton Nakanishi, A versão do Autor. São Paulo: Com-Arte, 2004.
- Um caso liquidado. São Paulo: Lote 42, 2019.

### Infantojuvenil
- O Ontem que Virou Hoje. RHJ: Belo Horizonte, 1996
- O Peru que Nasceu 30 Dias antes do Natal. RHJ, Belo Horizonte, 1996.
- Sapatolices. RHJ: Belo Horizonte, 1996.
- A Cidade das Estrelas. Sabará: Dubolsinho, 2000.
- Gato no Mato. Sabará: Dubolsinho, 2000.
- O Rei dos Pássaros. Sabará: Dubolsinho, 2000.
- Era uma vez uma Cobra. Sabará: Dubolsinho, 2006.
- Como Desenhar um Pássaro. Sabará: Dubolsinho, 2007.
- Mil Lobos. Sabará: Dubolsinho, 2008.
- Rei Mosca. Sabará: Dubolsinho, 2012.
- A morte do Beija-flor (livro de imagens). Sabará: Aaatchim, 2013.

## Cronologia
- 1938 — 5 de dezembro. Nasce em Bocaiúva, Minas Gerais.
- 1955 — Muda-se para Belo Horizonte. Estuda até 1957 no Colégio Marconi. Cresce o gosto pela leitura e começa a escrever, imitando Humberto de Campos e, em seguida, Graciliano Ramos.
- 1960 — Presta vestibular na Fundação Universidade Mineira de Arte, depois de reprovado três vezes em vestibulares para Medicina. Freqüenta o curso de publicidade durante um ano e meio, exatamente a metade. Começa a trabalhar em publicidade (Starlight Propaganda), levado pelo professor. Início como tipógrafo, depois sucessivamente como fotógrafo, artefinalista e diretor de arte. Com o primeiro salário, muda-se para uma pensão na rua São Paulo, 1234, em frente à agência.

- 1964 — Publica um conto no Suplemento Literário do O Estado de S. Paulo e um cartum na revista Senhor. Ingressa na Faculdade de Direito da UFMG.
- 1966 — Conhece então jovens escritores, dos quais alguns serão seus amigos desde então, como Sérgio Sant'Anna, Luís Gonzaga Vieira, Adão Ventura e Jaime Prado Gouvêa. Abandona a profissão de publicitário definitivamente pela primeira vez (serão 5 abandonos definitivos até o abandono realmente definitivo, em 1995). 	Cria e consegue imprimir o cartaz do 28º Congresso da UNE, União Nacional do Estudantes, na clandestinidade. Faz cartazes, charges e textos políticos para eleições estudantis em várias unidades da UFMG, sempre para candidatos de esquerda.
- 1967 — Produz o primeiro poema que considera satisfatório. Publica poemas e ensaios curtos no Suplemento Literário do Minas Gerais.
- 1968 — Maio: publica um pequeno caderno de 16 folhas com três poemas: Última Carta da América, Auto da Virgem Ensimesmada e Sete Recursos Extraordinários. O livreto é dedicado a Murilo Rubião — guia intelectual, com Affonso Ávila e Laís Corrêa de Araújo, de toda a sua geração, pela seriedade e pelo alto nível de exigência.
- 1970 — Publica o segundo trabalho: A Cidade de Deus, e o primeiro pelo processo de subscrição, que adotará desde então para todos os trabalhos maiores.
- 1973 — Muda-se para o Rio de Janeiro. A Editora Civilização Brasileira recusa Finis Operis, apresentado por Sérgio Sant’Anna, com quem inicia uma troca de cartas que dura até hoje. O livro-envelope sai no mesmo ano; Conhece Clarice Lispector, a quem visita duas vezes.
- 1975 — Produz, para Affonso Ávila, o livro Cantaria Barroca, primeira experiência na produção de livros para outros autores; Curt Meyer-Clason publica, na Alemanha, dois poemas de A Cidade de Deus na antologia Brasilianische Poesie des 20, reunindo 23 poetas brasileiros representativos do século XX.
- 1977 — Publica Zovos, por subscrição; Participa de exposição no MAM, com Moacy Cirne, Álvaro de Sá, Wlademir Dias-Pinto e outros poetas experimentais.
- 1978 — Publica por conta própria o livro-cartaz O Suicídio do Ator. Abandona a publicidade e vai com a família para Sereno, povoado de 2 mil habitantes próximo a Cataguases, Minas Gerais, onde mora até 1983. Vive de biscates nas cidades de Rio de Janeiro e em Belo Horizonte.
- 1979 — Publica Serenata em B Menor, um simples folheto de duas dobras.
- 1980 — Funda as Edições Dubolso e publica Somos Todos Assassinos, primeiro texto em prosa. Pela Dubolso publicará, daí em diante, todos os seus livros e mais de 20 livros de vários autores jovens inéditos, principiantes ou recusados por editoras comerciais.
- 1983 — Publica A Velhice do Poeta Marginal; Convidado por Murilo Rubião, faz durante dois anos a programação visual do Suplemento Literário do Minas Gerais, em colaboração com Jaime Prado Gouvêa, Manoel Lobato, Duílio Gomes e Lucas Raposo; mudança para Sabará.
- 1985 — Publica Papéis Higiênicos.
- 1988 — Publica o primeiro volume da Antologia Mamaluca, incluindo o inédito Poesias. Lança, no mesmo dia, uma edição ilustrada do Elixir do Pajé, de Bernardo Guimarães, com introdução do poeta Romério Rômulo e desenhos de Fausto Prats; A Secretaria de Cultura de Minas fecha o jornal Ponta de Lança, do Palácio das Artes, por ter publicado seu poema As Rampas do Palácio, sátira aos governos brasileiros em geral.
- 1989 — Publica o segundo volume da Antologia Mamaluca, incluindo o inédito Aurea Mediocritas, com que encerra sua obra de poeta.
- 1992 — Publica a História do Brasil.
- 1994 — É homenageado pela prefeitura de Belo Horizonte, com um fascículo sobre sua obra, dentro da coleção Mostra Poética de Belo Horizonte; e pelo Giramundo, teatro de bonecos, com a peça Antologia Mamaluca, sob a direção de Álvaro Apocalypse.
- 1996 — Edita um pseudo-Mais!, cópia graficamente fiel do caderno do mesmo nome da Folha de S. Paulo. Ameaçado de processo, responde em carta-aberta, endereçada à Folha e a mais de 300 escritores e jornalistas brasileiros. O jornal silencia.
- 1997 — Trabalha em vários projetos ao mesmo tempo: Decálogo da Classe Média, sátira ao comportamento consumista e servil da classe média, prevista para 4 volumes; Livro de Rostos, cânone pessoal com cerca de 50 obras importantes em sua formação pessoal e literária, quase todas de ficção. Escreve (e ilustra) pela primeira vez literatura infanto-juvenil, por influência das filhas menores.
- 1998 — Publica o primeiro volume do Decálogo da Classe Média, que é remetido pelo correio, durante todo o ano, a cerca de 120 intelectuais que o apoiaram de alguma forma nos livros anteriores. Todos os livros foram remetidos dentro de um pequeno caixão de defunto, com outros papéis inclâmicos e o folheto intitulado Work in progress número 2; exposição de cerca de 50 caixõezinhos no pátio da Escola de Minas de Ouro Preto, durante o Festival de Inverno, com lançamento do Decálogo. Participação na Bienal Internacional de Poesia de Belo Horizonte, com palestra e a exposição 30 anos de guerrilha cultural e estética de provocaçam, em íntima colaboração com Ricardo Aleixo, curador da mostra.
- 2000 — Funda com 39 outros cotistas a Editora Dubolsinho, dedicada a publicar obras infanto-juvenis, lançando inicialmente seis títulos, quatro deles de sua autoria. Publicação, pela Editora Altana, de São Paulo, por iniciativa do editor Xico Santos, das primeiras edições comerciais de suas obras de ficção História do Brasil (março) e Somos Todos Assassinos (novembro). Com esses relançamentos consegue mais espaço na mídia, em apenas um ano, do que em toda a sua vida anterior, obtendo resenhas e textos críticos em praticamente todos os jornais e revistas importantes do país.[4]
- 2001 — Agosto: começa a publicar crônicas semanais no caderno Magazine, do jornal O Tempo, de Belo Horizonte, a princípio quinzenalmente e em seguida toda semana, aos domingos.
- A partir de 2002, começa a ser mais conhecido e divulgado, participando inúmeras vezes de eventos culturais em diversas capitais, principalmente São Paulo, como debates, julgamento de prêmios literários, aparições em TV, seminários e congressos. Ao mesmo tempo, a Dubolsinho cresce de importância, chegando a 28 títulos em 2008 e obtendo reconhecimento nacional, inclusive dos principais órgãos públicos compradores de livros para jovens.
- 2008 — Ao completar 70 anos, a Editora da UFMG lança Sebastião Nunes, organizado por Fabrício Marques.
- 2009 — Publica Adão e Eva no Paraíso Amazônico, livro de crônicas experimentais, publicadas no jornal O Tempo, de Belo Horizonte.
- 2017 — Publica Começa a Envelhecer a Mulher Mais Bela do Mundo, reunião de crônicas publicadas no site JornalGGN.
- 2018 — No ano em que completou 80 anos, foi homenageado em diversas ocasiões, tendo recebido ainda o Prêmio Governo de Minas Gerais de Literatura, pelo conjunto da obra. Outras homenagens foram: Edição comemorativa especial do Suplemento Literário de Minas Gerais, organizada por Fabrício Marques; Exposição de sua obra como homenageado na quinta edição da Feira Miolo(s) promovida pela Editora Lote 42, realizada na Biblioteca Mário de Andrade, em São Paulo, reunindo centenas de editoras e novos autores. Na ocasião foi lançado o livro Delirante Lucidez, releitura de sua obra pelo designer e escritor Gustavo Piqueira, com edição a cargo de Cecilia Arbolave e João Varella.
- 2019  —Entre maio e junho, a exposição foi remontada na UEMG (Universidade Estadual de Minas Gerais), com diversos eventos, dentre eles o lançamento de mais um livro com textos de sua autoria, Um Caso Liquidado – Memórias e Desvarios de um Poeta Inacabado (seleção, diagramação e ilustrações de Gustavo Piqueira, edição da Lote 42).  Em março, sentindo-se impotente diante da catastrófica situação sócio-político-cultural do país e das manobras político-jurídico-midiáticas que possibilitaram a tomada do poder pela extrema direita, mudou-se com a mulher, Maria Zélia Versiani Machado, para a cidade de Coimbra, em Portugal. De lá pretende continuar sua guerrilha cultural contra a ignorância e a estupidez que assolam o Brasil, inclusive com a publicação do novo livro de crônicas em preparo, satirizando o governo fascista, e buscando também ressuscitar suas combalidas microeditoras sobreviventes, a Dubolsinho e a Aaatchim Editorial.
- De 2020 a 2023 - Por causa da pandemia, foi obrigado, com a mulher, Maria Zélia, a voltar para o Brasil, em meados de 2020, depois de seis meses praticamente trancado num quinto andar sem sol em Coimbra. Os dois anos seguintes foram vividos numa casa alugada no povoado de Glaura, distrito de Ouro Preto, escrevendo crônicas para o jornal eletrônico GGN, de Luis e Lourdes Nassif. Durante esse período cuidou de uma horta caseira e publicou, numa tiragem de apenas 50 exemplares, destinados a amigos, o livro Ou o Brasil acaba com Bolsonaro ou Bolsonaro acaba com o Brasil, constituído de crônicas publicadas no GGN. Em 2022, com o fim da pandemia, o casal mudou-se para Belo Horizonte. No início de 2023 começou a trabalhar no site de suas obras mais ou menos completas, com previsão de publicação em dois anos.